# Sigfrid Akselson
Sigfrid Viktor Akselson, född 13 december 1918 i Stockholm, död 27 september 2005, var en svensk ingenjör. Akselson var bland annat verksam som teknisk direktör för FFV.
Han deltog i utvecklingen av granatgevär m/48 och i vidareutvecklingen av stirlingmotorn. Akselson var bosatt i Washington D.C. under några år fram till sin pension. Han var bror till skådespelerskan Ulla Akselson.
Sigfrid Akselson är gravsatt i Simrishamns minneslund.